# Gare de Saint-Ouen-Garibaldi
Ne doit pas être confondu avec Gare de Saint-Ouen-sur-Seine, Gare de Saint-Ouen ou Gare de l'avenue de Saint-Ouen.
La gare de Saint-Ouen-Garibaldi est une ancienne gare ferroviaire française de la ligne de La Plaine à Ermont - Eaubonne, située dans la commune de Saint-Ouen-sur-Seine (département de la Seine-Saint-Denis).

## Situation ferroviaire
De sa mise en service à sa fermeture, la gare disposait d'une correspondance avec la ligne 13 du métro de Paris à la station Garibaldi. Aujourd'hui, la gare de Saint-Ouen - Garibaldi n'existe plus et les deux voies sont électrifiées pour les trains de marchandises. La gare était située entre l'avenue Gabriel-Péri et la rue Louis-Blanc.

## Histoire
La ligne Ermont-Eaubonne - Plaine - Gare du Nord via Gennevilliers est mise en chantier en 1905 et inaugurée avec ses deux raccordements le 1er juillet 1908. Un grand soin est apporté à l'édification des bâtiments voyageurs, largement dimensionnés et à l'architecture élégante.
En 1965, la décision est prise dans le cadre du schéma directeur de la région Île-de-France de créer une gare nouvelle à Saint-Ouen, un terminus partiel donnant correspondance à la ligne 13 du métro à Garibaldi.
Faute de place, la ligne étant coincée entre plusieurs usines, et vu l'intention de limiter au minimum les investissements nécessaires, le quai est établi à l'emplacement d'une des deux voies de circulation. Cet état de fait impose au trafic fret des sillons limités, les trains de marchandises ne pouvant franchir cet arrêt qu'en l'absence d'un train de voyageurs, dont certains y effectuent leur retournement. La nouvelle gare est ouverte le 28 mai 1972 et devient le terminus de dix aller-retours quotidiens, ajoutés à la trame existante faisant terminus à la Gare du Nord.
Le trafic ne connaît pas d'augmentation significative. La correspondance s'avère en effet assez longue par la voie publique, en l'absence de couloir aménagé, et cet aménagement des horaires reste loin d'un véritable cadencement comparable aux autres lignes de proche banlieue. Par contre, cette correspondance réalise une relation directe entre Ermont ou la nouvelle cité Orgemont à Épinay-sur-Seine (gare de Saint-Gratien), d'une part, et les secteurs de la place de Clichy ou de Saint-Lazare, d'autre part. Toutefois, le block automatique lumineux est installé en parallèle de La Plaine à Gennevilliers, amorce d'une future modernisation de la ligne.
À partir du 25 septembre 1977, l'ensemble des trains est limité au parcours entre Saint-Ouen-Garibaldi et Ermont - Eaubonne, en raison du démarrage des grands travaux en avant-gare du Nord en vue de la création de la gare souterraine du futur RER et de l'interconnexion Nord-Sud. Les gares de La Plaine-Tramways et du Pont-Marcadet ferment définitivement leurs portes.
Comme elle est située sur la section de la ligne de La Plaine à Ermont - Eaubonne non reprise par le projet VMI (future branche nord-ouest du RER C), elle est remplacée par la nouvelle gare de Saint-Ouen en 1988, construite sur une nouvelle section de la ligne VMI, environ 1 km plus loin de la gare Saint-Ouen-Garibaldi. Les installations sont par la suite démolies et la ligne est remise à deux voies. 

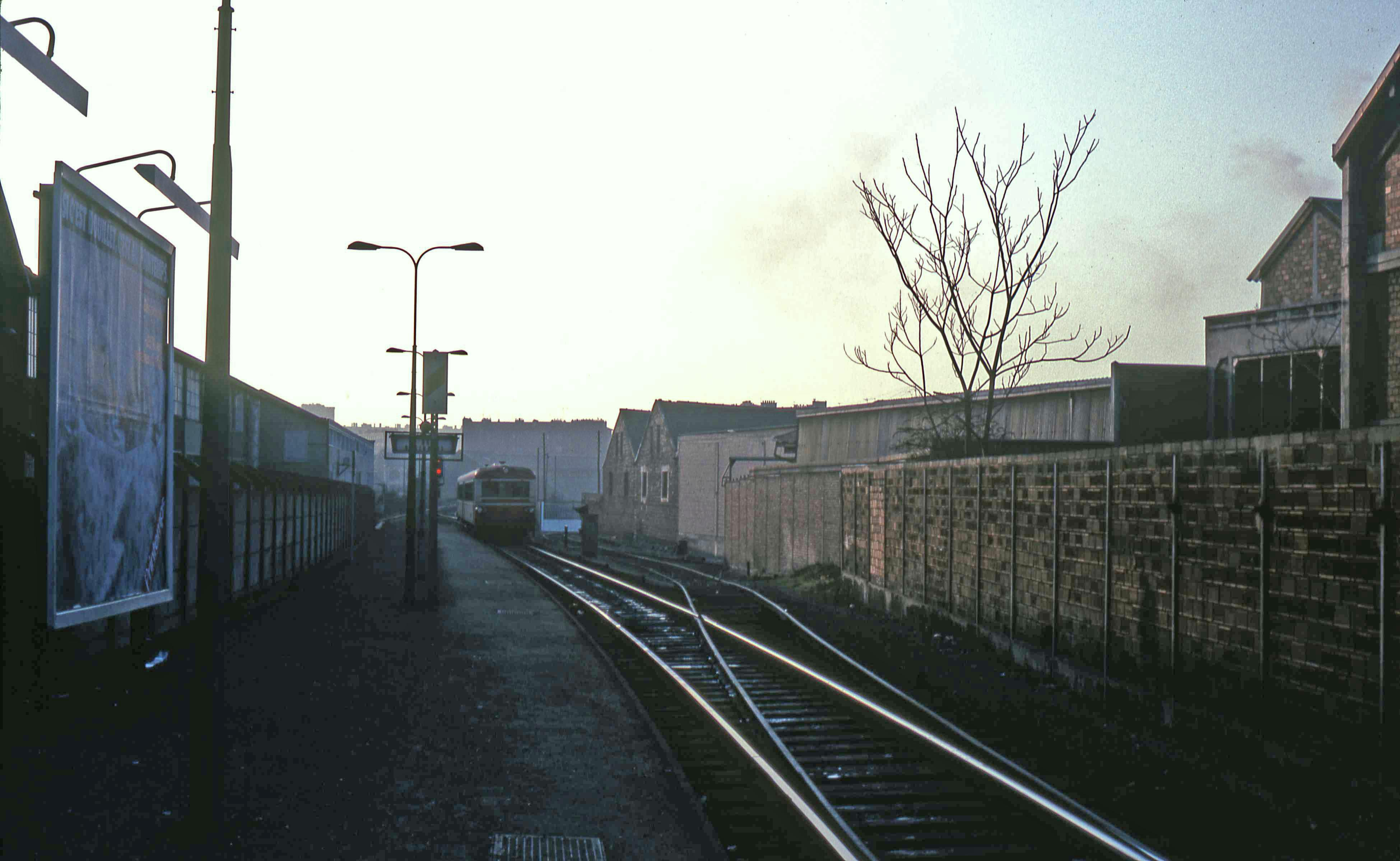
Un train arrivant en gare de Saint-Ouen-Garibaldi en 1980.
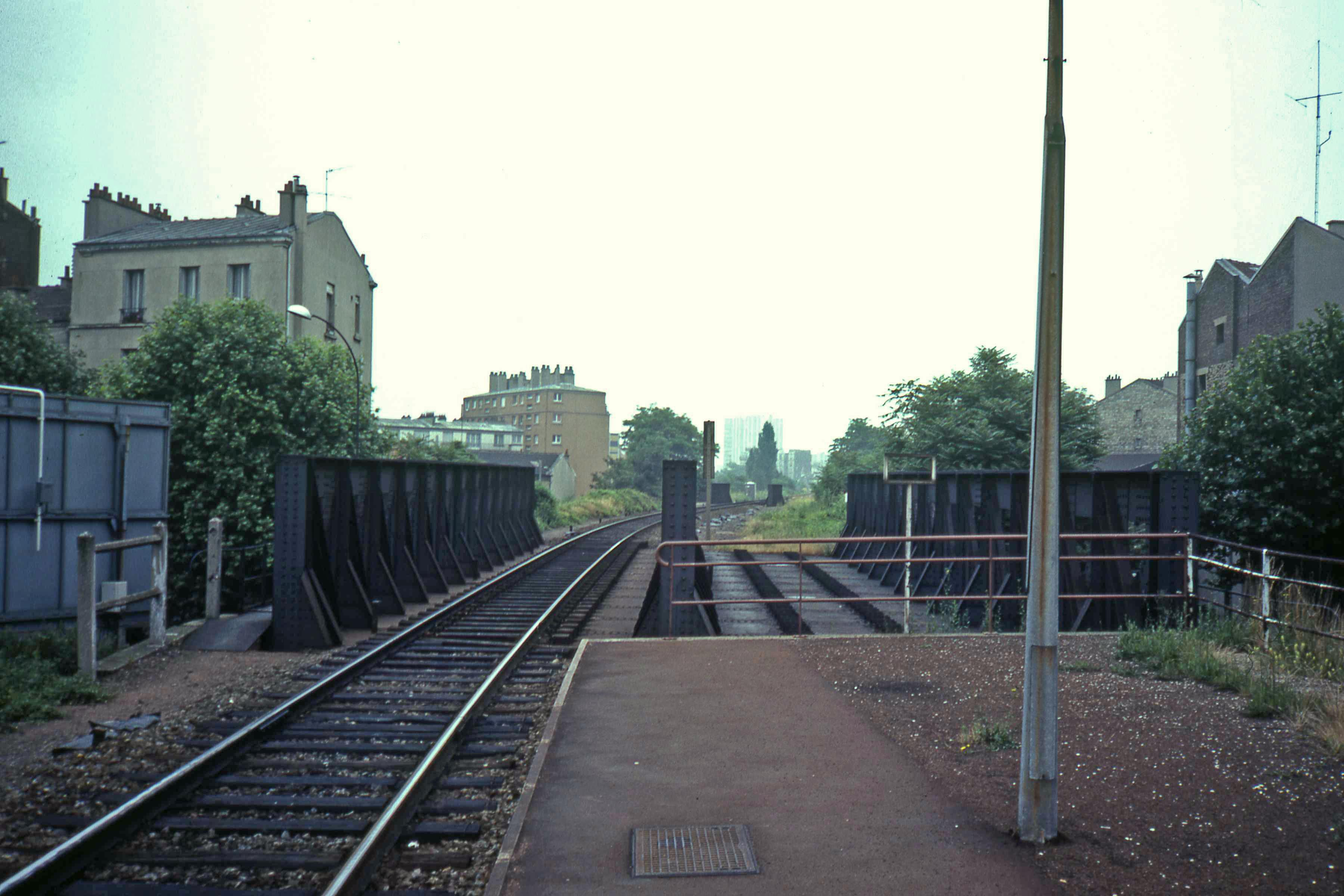
L'unique quai de la gare en 1980.